# Estadi Municipal Reino de León
L'Estadi Municipal Reino de León, anomenat fins a l'any 2008 Nuevo Estadio Antonio Amilivia, és un estadi de futbol de la ciutat de Lleó. És de propietat municipal i en ell hi juga els seus partits com a local la Cultural Leonesa. És l'estadi amb més capacitat de la ciutat i de la província de Lleó.
Es va inaugurar el 20 de maig de 2001 amb un partit entre la Cultural Leonesa i el Xerez CD que va acabar amb 1-0 per als locals. El primer gol el va marcar el culturalista Iban Espadas Zubizarreta.
El primer estadi on van disputar els partits com a locals va ser l'estadi ja enderrocat als 90, La Puentecilla, localitzat al centre de la ciutat. El 1971, va passar a dir-se Estadi Antonio Amilivia, en honor del president que va aconseguir l'únic ascens fins al moment a primera divisió espanyola, disputant-la a la temporada 1955-56. Als 90, l'ajuntament va decidir enderrocar-lo i construir un més modern i ampli, i amb més prestacions per als aficionats. Durant el temps de construcció del nou estadi, l'Ajuntament va utilitzar les instal·lacions de Puente Castro, al barri de Puente Castro de la ciutat.
El partit més important disputat al terreny de joc d'aquest estadi, va ser el 2003, entre la Selecció Espanyola i Armenia, en partit oficial classificatori per a la Eurocopa 2004 de Portugal, que va finalitzar amb victoria d'Espanya per 3 a 0. El 2015 la selecció va tornar a lleó per segona vegada en la història a la ciutat, i en aquest estadi, en un partit davant Costa Rica on es van imposar els espanyols per 2-1.